# بخش ونژیانگ
بخش ونژیانگ (به لاتین: Wenjiang District) یک منطقهٔ مسکونی در چین است که در چنگدو واقع شده‌است. بخش ونژیانگ ۲۷۷ کیلومتر مربع مساحت و ۴۵۷٬۰۷۰ نفر جمعیت دارد.